# Commandement conjoint des forces armées du Pérou

Emblème du COCOFA.

Le commandement conjoint des forces armées péruviennes (en espagnol : Comando Conjunto de las Fuerzas Armadas del Perú), appelé aussi COCOFA ou CCFFAA, est l’organe exécutif du Ministère de la Défense du Pérou. L’actuel chef d'état-major du CCFFAA est le général Francisco Javier Contreras Rivas. 

## Histoire
En 1950, à partir des expériences acquises pendant la Deuxième Guerre mondiale, les institutions militaires péruviennes avaient avancé la nécessité de former une organisation combiné permanente. Cet organe devrait compromettre une cohésion dans le commandement et la planification des opérations militaires au sein des trois armes :
- Armée de terre
- Force aérienne
- Marine de guerre

En 1957, la création du commandement conjoint des forces armées est approuvé par décret suprême No 002-GM/1 et le général Manuel Cossío Cossío est désigné comme le premier chef des CCFFAA. Ce décret suprême stipule que le commandement combiné des forces armées dépend directement du président de la République, qui a l’autorité suprême dans la planification et coordination des opérations des forces de l’armée péruvienne de terre, air et la marine péruvienne.

## Mission
D’après le décret suprême No 001-2008-DE du règlement portant sur l’organisation et fonctions du Ministère de la Défense, les commandement conjoint des forces armées a la responsabilité de:
- Planifier, préparer, coordonner, diriger et s’engager dans la direction des opérations militaires des forces armées en fonction des objectifs tracés par la politique de défense nationale.
- Assurer l’interopérabilité, les actions, l’entretien et l’entraînement combiné des forces armées.
- Concentrer les activités d’intelligence sur le plan militaire
- Participer à la formulation et application de la politique de défense nationale.
- Surveiller et monitorer le système de surveillance de frontières.
- Formuler les directives de mobilisation lors d’un conflit, avec le concours de la Direction de politique et stratégie.
- Soutenir toutes les autres décisions du Ministre de la Défense.

## Organisation
Le haut comité du commandement conjoint des forces armées est formé par :
- Le chef d’état-major du Commandement conjoint des forces armées
- Le chef d’état-major de l’armée de terre
- Le chef d’état-major de la marine
- Le chef d’état-major de la force aérienne
- Le chef d’état-major combiné est le secrétaire du haut comité de commandement. Il a donc le droit d’assister et participer oralement aux réunions mais il est privé de droit de vote. Le haut comité de commandement prend les décisions concernant l’utilisation des trois armes afin d’accomplir les opérations et les activités militaires combinées.